# Ulumúri

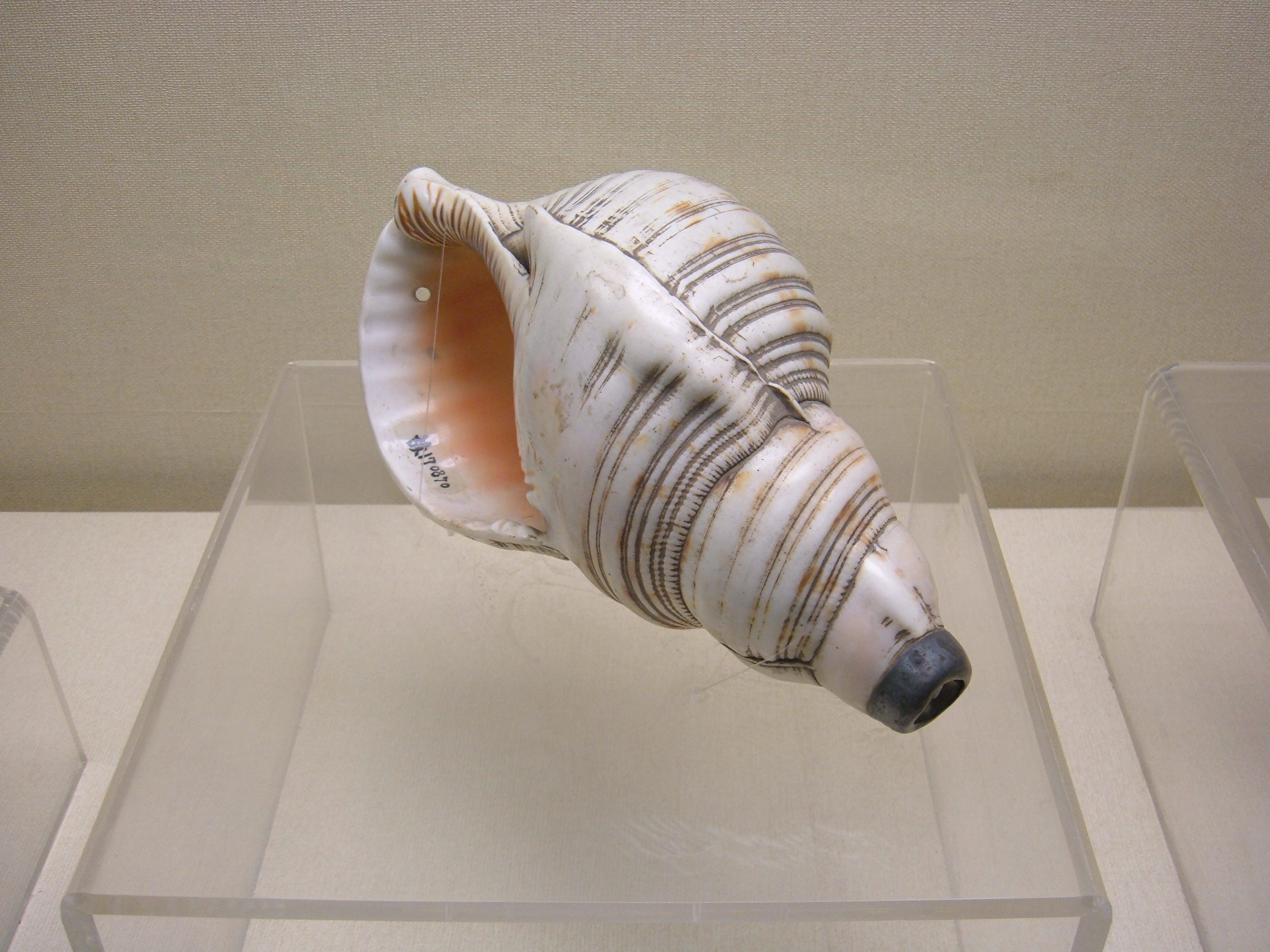
Cuerno hecho con una concha como los Ulumúri.

Ulumúri son unos artefactos ficticios que forman parte del legendarium creado por el escritor británico J. R. R. Tolkien y que aparecen en su novela El Silmarillion. Se trata de unos cuernos hechos por el maia Salmar para Ulmo, Señor de los Mares.

## Etimología
El significado de la palabra Ulumúri no está claro. Parece derivar de la raíz ULU- (verter, derramar) que se recoge en el capítulo Etimologías del volumen El camino perdido y otros escritos. Se relaciona igualmente con el nombre de Ulmo, el Vala para el que fueron hechos estos cuernos.

## Historia ficticia
Los Ulumúri fueron hechos por el maia Salmar para Ulmo, Señor de las Aguas, en fecha indeterminada de la Primera Edad del Sol. El material de que están hechos, de acuerdo con las primeras concepciones de la mitología, era concha o caracolas (conches en el original), aunque posteriormente se cambió a madreperla o de conchas blancas labradas (white shell en el original). También se sabe que eran de gran tamaño. Se dice que los Ulumúri producen la música del mar y que nadie los puede olvidar si los ha oído alguna vez.
Durante la gran emigración de los Eldar sucedió que al llegar a orillas del mar se asustaron muchos de ellos de modo que Ulmo, por consejo de los Valar, acudió a las costas de la Tierra Media e intentó aminorar su miedo. Para ello además de sus palabras hizo uso de los Ulumúri de modo  «el temor que les despertaba el mar se convirtió de algún modo en deseo». De este modo consiguió convencer a los Noldor y los Vanyar para que atravesaran el mar en dirección a Valinor.
Con posterioridad se sabe que Ulmo utilizó los cuernos en ocasiones, cuando se acercaba invisible a las costas de la Tierra Media, incluso subiendo tierra adentro por los brazos de mar.